# Fernand Demany
Pour les articles homonymes, voir Demany.
Fernand Demany né à Liège le 26 juin 1904, mort à Uccle le 19 juin 1977 est un journaliste, écrivain, résistant éminent et homme politique belge, membre du Parti communiste belge (1946-1950).

## Biographie
Avant la guerre, il travailla comme journaliste au Matin, au Soir, tout en collaborant au Soir Illustré et à Pourquoi pas ?. Durant la guerre, il prit une part active dans la presse clandestine et participa à la création, au développement et à la direction du Front de l'indépendance. Il fut aussi impliqué dans la publication du Faux Soir en tant que rédacteur.
Lors de la libération de la Belgique, il fut nommé ministre chargé de la Résistance dans le gouvernement d'Hubert Pierlot de septembre 1944 à novembre 1944. Après son expérience ministérielle, il intègre le Parti communiste belge en 1946 et parvint à se faire élire député pour la région de Charleroi. Il quitte le parti en 1950.
À la suite de ce départ, il intégra le Parti socialiste grâce au soutien de Paul-Henri Spaak et de Victor Larock. Il reprit également la plume dans les colonnes du quotidien socialiste Le Peuple.

## Vie privée
Fernand Demany est agé de deux ans lorsqu'il perd son père. Pour subvenir à sa famille, sa mère décide de déménager à Anvers où réside son frère qui est médecin. La-bas, elle y ouvre un petit magasin d’optique. En 1928, Fernand épouse Jeanne De Backer avec qui il a une fille, Claire.

## Citation
Le 26 mars 1950, il prend la parole au Congrès national wallon extraordinaire de Charleroi: 
« Ce congrès wallon doit, avant tout être un congrès antifasciste. S'il est un congrès antifasciste, il aura bien servi la démocratie et à travers elle notre chère Wallonie et il aura marqué la fidélité à l'esprit impérissable de la Résistance. »

Exclu en 1950 par les staliniens du parti communiste, il est sans doute celui qui a le mieux senti et exprimé les folles journées de juillet 1950:
«  Je n’oublierai jamais, pour ma part, le prodigieux spectacle qui s’offrit à mes yeux éblouis pendant les journées presque insurrectionnelles de juillet 1950. Léopold III était cloîtré dans son palais, et, dans le parc désert de Laeken se fanaient au soleil de l’été les gerbes que d’hystériques admirateurs lui avaient apportées, par centaines, du fin fond des Flandres. Jamais – même pendant les grandes grèves du passé – nous n’avions vu un tel déploiement de gendarmes et de soldats. Bruxelles était en état de siège, et les villes de Wallonie, en ébullition. Autour de la FGTB, l’armée des prolétaires s’organisait. De partout jaillissaient des Internationales, de partout sortaient des drapeaux rouges, et partout se dressaient les poings crispés. C’était une ambiance authentiquement révolutionnaire, dépouillée de tout artifice. Un vent d’espérance déferlait sur le pays. La classe ouvrière se retrouvait, avec sa force tranquille, ses traditions de lutte, sa volonté tendue, et elle n’avait jamais cherché ses mots d’ordre qu’au cœur même du peuple qui commande le destin du pays. Le monde entier avait les yeux braqués sur nous. Un duel terrible et magnifique opposait d’une part un petit roi orgueilleux et ses partisans soudain terrorisés, et d’autre part ce peuple dur, ramené aux plus glorieux souvenirs de la Résistance.

Dans cette unanime allégresse du combat – sur laquelle les incidents sanglants de Grâce-Berleur posèrent, hélas ! un voile de deuil – je n’ai guère vu apparaître l’influence, le rôle directeur du Parti communiste de Belgique que j’avais quitté quelques semaines plus tôt, l’âme meurtrie, et le cœur gonflé d’amertume. Le parti Communiste, en fait, n’était nulle part. J’ai pu mesurer alors à quel point mes camarades d’hier avaient pu se leurrer sur ce mot que l’on avait en haut lieu vidé de son contenu : le Peuple. Le Peuple, le Peuple sans nom, mais socialiste jusqu’à la moelle, c’étaient ces mineurs, ces métallos, ces cheminots, ces paysans aussi qui, dans l’aube inquiète du premier jour d’août descendaient vers Bruxelles par toutes les routes de Wallonie. Le Peuple, notre Peuple, c’est-à-dire nos compagnons souffrant, luttant, espérant et chantant, le Peuple était, sous le ciel d’été, en marche vers la victoire, vers sa victoire presque charnelle et collective. Il ne sortait pas, lui, des bureaux étouffants où les âmes se corrompent parmi les amas de paperasses poussiéreuses. Il abandonnait pour quelques journées glorieuses les usines et les champs, les laminoirs et la mine. Il retrouvait en même temps que l’ardent climat du 1er mai 1945, la joie fauve des grandes batailles que l’on gagne, lorsqu’on le veut, en puisant sa force dans son propre terroir, dans sa propre tradition, dans le chantant patois du vieux pays, et non dans le jargon obscur des clubs et des comités. Et c’est lui qui formait le vrai et le seul parti valable, et mon cœur, après tant d’années de doute, après tant de journées douloureuses si solitaires, se gonflait d’une joie nouvelle et d’une certitude merveilleuse. Le parti, il était là, parmi les hommes dont il ne faut jamais désespérer. C’était le parti des hommes libres et sans chaînes.

Quarante-huit heures plus tard, Léopold III, cédait devant la classe ouvrière de Belgique qui, forte de sa discipline, et plus consciente que jamais de sa puissance, daignait enfin desserrer son poing et renoncer à sa colère. »